# Appello (ordinamento civile italiano)
L'appello è un mezzo di impugnazione previsto dall'ordinamento processuale civilistico italiano.

## Aspetti generali
Disciplinato dagli Artt. 339 e ss c.p.c, l'appello è un mezzo di impugnazione ordinario e costituisce il più ampio mezzo di impugnazione, poiché è riservato alla parte per il solo fatto di essere rimasta soccombente.
La soccombenza è un elemento indefettibile che integra l'interesse ad impugnare. Soccombente è colui che ha ottenuto una tutela inferiore a quella richiesta. 
Per rilevare la soccombenza bisogna quindi confrontare due elementi: 
- ciò che la parte ha chiesto durante l'udienza di precisazione delle conclusioni.
- ciò che le ha dato la sentenza.

Se la tutela ricevuta è equivalente non vi è soccombenza e quindi neanche legittimazione a proporre l'impugnazione.
Quindi, con il mezzo di impugnazione in esame è possibile dolersi, sia di vizi in senso specifico che inficiano la sentenza di primo grado (cd."errores in judicando" e "errores in procedendo"), sia di vizi in senso lato, che attengono alla mera ingiustizia del provvedimento emesso in primo grado. Per queste ragioni l'appello viene definito un mezzo di impugnazione a critica libera.
Con l'appello si ha un totale riesame della controversia e non soltanto un controllo dei vizi (principio del doppio grado di giurisdizione).
Sotto questo profilo si definisce l'appello un mezzo di gravame, ovvero costituisce un mezzo devolutivo in cui il giudice di appello viene reinvestito del potere di riesaminare ciò che è già stato oggetto di esame da parte del giudice di prima istanza. L'effetto devolutivo è tuttavia potenziale e non automatico: il giudice di appello deve invero esaminare solo le questioni che le parti hanno devoluto.

## Provvedimenti appellabili
La regola generale è che siano appellabli tutte le sentenze emesse in primo grado.
Questa regola però soffre di alcune eccezioni; in particolare non sono appellabili:
- i provvedimenti per i quali l'appello è escluso dalla legge cioè le sentenze emesse secondo equità ex art 114 c.p.c.;
- le sentenze, qualora le parti si siano accordate ex art 360 c.p.c. per saltare l'appello (revisio per saltum), e proporre direttamente ricorso dinanzi alla Corte di cassazione;
- le sentenze, del Giudice di Pace o del tribunale, pronunciate secondo equità ex art 114 c.p.c.

Sono inoltre appellabili, a differenza del passato, anche le sentenze pronunciate dal Giudice di pace secondo equità ex art 113 c.p.c. (cioè relativi a cause di valore non superiore a 1100 €, mentre quelle emesse ex art 114 c.p.c. hanno differenti requisiti). In questo caso però l'appello sarà consentito solo per far valere vizi predeterminati dall'art 339 stesso:
- violazione di norme processuali
- violazione di norme costituzionale
- violazione di norme comunitarie
- violazione dei principi regolatori della materia

## Oggetto dell'appello
Particolare rilievo assume la problematica dell'oggetto dell'appello.
Il legislatore infatti ha voluto che il giudizio d'appello potesse avere un oggetto coincidente o comunque più limitato, rispetto al giudizio di primo grado, mai quindi l'oggetto dell'appello potrà essere più ampio di quello che caratterizzò il primo giudizio di merito.
Per attuare tale regola il codice di procedura civile impedisce che in appello possano essere introdotte:
- nuove domande (ad eccezione di quelle che risultano essere diretta conseguenza di quelle proposte in primo grado)
- nuove domande riconvenzionali
- nuove eccezioni (ad eccezione di quelle rilevabili d'ufficio e di quelle non accolte in primo grado)
- nuovi istanze istruttorie (ad eccezione del giuramento decisorio, dei mezzi di prova che non furono proposti in primo grado per impossibilità oggettiva)

La regola appena indicata viene normalmente definita come divieto dei "nova" in appello.

## Contenuto formale
In base alla recente modifica introdotta dal D.L. 22 giugno 2012 n. 83 Il contenuto necessario dell'atto di appello è previsto dell'art.342 c.p.c e contiene, a  pena di inammissibilità:
1. l'indicazione delle parti del provvedimento che si intende appellare e delle modifiche che vengono richieste alla ricostruzione del fatto compiuta dal giudice di primo grado;
2. l'indicazione delle circostanze da cui deriva la violazione della legge e della loro rilevanza ai fini della decisione impugnata.

L'art. 346 fa riferimento alla riproposizione di domande ed eccezioni: l'appellante deve riproporre al giudice tutte le questioni che sono affrontate e decise in modo a lui sfavorevole. L'appellato può anche riproporre questioni che il giudice non ha esaminato perché assorbite. Le domande (assorbite) e le eccezioni (rigettate o assorbite) che non sono riproposte in appello, si intendono rinunciate.
Per quanto concerne la riproposizione in appello delle istanze istruttorie, se sono state rigettate perché ritenute inammissibili o irrilevanti in primo grado, possono essere riproposte dall'appellante con atto di citazione, dall'appellato nella comparsa di risposta. Se invece un fatto costitutivo è stato assorbito in primo grado, è sufficiente la sola riproposizione di questo. In conclusione, la riproposizione ex 346 c.p.c da parte dell'appellato non comprende le domande rigettate (oggetto di impugnazione incidentale) e le istanze istruttorie assorbite per allegazione del fatto costitutivo o dell'eccezione.
Si è molto dibattuto sulla natura dei motivi d'appello. Per la giurisprudenza: l'onere della specificazione dei motivi d'appello ai sensi dell'art. 342 cod. proc. civ. ha la duplice funzione di delimitare l'ambito della cognizione del giudice d'appello e di consentire il puntuale esame delle critiche mosse alla sentenza impugnata, ed è assolto solo se l'atto di appello contiene articolate ragioni di doglianza su punti specifici della sentenza di primo grado; pertanto, e poiché il giudizio di appello ha natura di “revisio prioris instantiae” alla stregua dei motivi di gravame e non consente la mera richiesta di un “iudicium novum”, non è sufficiente, in relazione ad un autonomo capo della sentenza, il generico rinvio alle difese svolte in primo grado (Cass. 24 settembre 1999, n. 10493).
Inoltre: l'onere di specificazione dei motivi di appello previsto dall'art. 342 cod. proc. civ. assolve alla duplice funzione sia di delimitare l'ambito di esame concesso al giudice di secondo grado, in conformità del principio “tantum devolutum quantum appellatum”, sia di consentire la puntuale e ragionata valutazione delle critiche mosse alla decisione impugnata; pertanto, tale onere può ritenersi soddisfatto solo quando l'atto di appello esprime articolate ragioni di doglianza su punti specifici della sentenza di primo grado, non essendo, perciò, sufficiente il generico rinvio alle difese svolte in primo grado (Cass. 16 dicembre 2005, n. 27727).

## Decisione
Il giudizio d'appello può concludersi con due tipi di provvedimenti:
- Con una sentenza di rigetto
- Con una sentenza di accoglimento, ed in tal caso codesta sentenza, nei limiti della domanda d'appello sostituirà la precedente (cd. effetto sostitutivo dell'appello)